# Jean-François de Bastide
Pour les articles homonymes, voir Bastide.
Jean-François de Bastide est un écrivain français né à Marseille le 15 juillet 1724 et mort à Milan le 4 juillet 1798.

## Biographie
Fils d'un magistrat provençal, Bastide est un auteur polygraphe : il a écrit des romans (Histoire d'une religieuse par elle-même, Bibliothèque universelle des romans, mai 1786, 24 p. in-16), des pièces de théâtre, fut critique, journaliste et compilateur. Comme journaliste, il a publié Le Nouveau spectateur (1758-1760), Le Monde tel qu'il est (1760-1761), Journal de Bruxelles ou le Penseur (1766-1767), etc. Il a également dirigé la Bibliothèque universelle des romans de 1779 à 1789.

## Œuvres
Comme auteur de théâtre, il a écrit :
- Le Désenchantement inespéré (1749)
- L'Épreuve de la probité (1762)
- Les Caractères de la musique (1763)
- Les Deux talents, opéra-comique représenté au Théâtre-Italien de Paris le 11 août 1763 (musique du chevalier d'Herbain)
- Le Jeune homme, comédie représentée à Bordeaux en 1764
- Les Amants opposés, comédie représentée à La Haye le 11 mars 1766
- La Majorité, comédie représentée le même jour au même théâtre
- Le Soldat par amour, opéra-comique représenté à Bruxelles, au Théâtre de la Monnaie, le 4 novembre 1766 (musique de Pierre Van Maldere et Ignaz Vitzthumb)
- Gésoncourt et Clémentine, tragédie représenté le même jour au même théâtre.
- La Petite-Maison, publiée dans les Contes de M. de Bastide, Paris, L. Cellot, 1763, II, 1, p. 47-88

## Pour approfondir